# Lista de deputados estaduais de São Paulo da 18.ª legislatura
Esta é a lista de deputados estaduais de São Paulo para a legislatura 2015–2019.
Este artigo inclui duas listas, uma com os 94 deputados estaduais de São Paulo eleitos nas eleições gerais brasileiras de 2014. Em 2015, foram empossados os novos 94 deputados estaduais eleitos em 2014.

## Composição das bancadas
| Partido | Líder                 | Bancada | Posição      |
| ------- | --------------------- | ------- | ------------ |
| PSDB    | Analice Fernandes     | 19 / 94 | Governo      |
| PT      | Ênio Tatto            | 14 / 94 | Oposição     |
| PSB     | Caio França           | 11 / 94 | Governo      |
| DEM     | Aldo Demarchi         | 6 / 94  | Governo      |
| PV      | Padre Afonso Lobato   | 6 / 94  | Governo      |
| PRB     | Gilmaci Santos        | 5 / 94  | Governo      |
| PMDB    | Vanessa Damo          | 4 / 94  | Oposição     |
| PPS     | Fernando Cury         | 4 / 94  | Governo      |
| PSD     | Álvaro Batista Camilo | 4 / 94  | Independente |
| PP      | Delegado Antonio Olim | 3 / 94  | Governo      |
| PR      | Marcos Damásio        | 3 / 94  | Independente |
| PSOL    | Carlos Giannazi       | 3 / 94  | Oposição     |
| PTB     | Campos Machado        | 3 / 94  | Independente |
| PCdoB   | Atila Jacomussi       | 2 / 94  | Oposição     |
| AVANTE  | Márcio Camargo        | 1 / 94  | Independente |
| DC      | Clélia Gomes          | 1 / 94  | Governo      |
| PATRI   | Paulo Corrêa Júnior   | 1 / 94  | Governo      |
| PODE    | Igor Soares           | 1 / 94  | Governo      |
| PROS    | Luiz Carlos Gondim    | 1 / 94  | Independente |
| PRP     | Girlênio Oliveira     | 1 / 94  | Independente |
| PSC     | Celso Nascimento      | 1 / 94  | Governo      |

## Deputados Estaduais
| Deputado Estadual          | Partido | Coligação               | Votos nominais | Base Eleitoral                   | Observações                                                                                            |
| -------------------------- | ------- | ----------------------- | -------------- | -------------------------------- | --- |
| Abelardo Camarinha         | PSB     | PSB                     | 79.325         | Marília                          | Airton Garcia Ferreira de São Carlos, 1.º suplente tomou posse em 25 de novembro de 2015, por 122 dias |
| Adilson Rossi              | PSB     | PSB                     | 47.428         | Vale do Paraíba                  | |
| Padre Afonso Lobato        | PV      | PV                      | 81.837         | Taubaté                          | |
| Aldo Demarchi              | DEM     | PSDB/DEM/PPS/PRB        | 92.775         | Rio Claro e região               | |
| Alencar Santana Braga      | PT      | PT                      | 103.234        | Guarulhos                        | |
| Alexandre Pereira          | SD      | SD                      | 60.267         | Jundiaí                          | |
| Álvaro Batista Camilo      | PSD     | PP/PMDB/PSD             | 64.448         | Capital                          | |
| Ana do Carmo               | PT      | PT                      | 72.238         | Mauá e região                    | |
| Analice Fernandes          | PSDB    | PSDB/DEM/PPS/PRB        | 151.407        | Taboão da Serra                  | |
| André do Prado             | PR      | PR                      | 164.589        | Vales Paraíba e Ribeira          | |
| André Soares               | DEM     | PSDB/DEM/PPS/PRB        | 127.373        | Estado                           | |
| Antonio Olim               | PP      | PP/PMDB/PSD             | 195.932        | Capital                          | |
| Antonio Salim Curiati      | PP      | PP/PMDB/PSD             | 55.189         | Capital                          | |
| Átila Jacomussi            | PC do B | PC do B                 | 62.856         | Mauá                             | |
| Auriel Brito Leal          | PT      | PT                      | 62.009         | Guarulhos                        | |
| Barros Munhoz              | PSDB    | PSDB/DEM/PPS/PRB        | 194.938        | Itapira e Capital                | |
| Beth Sahão                 | PT      | PT                      | 63.172         | Catanduva e região               | |
| Caio França                | PSB     | PSB                     | 123.138        | São Vicente                      | |
| Campos Machado             | PTB     | PTB                     | 192.369        | Capital e Interior               | |
| Carlão Pignatari           | PSDB    | PSDB/DEM/PPS/PRB        | 97.444         | Votuporanga e região             | |
| Carlos Bezerra Júnior      | PSDB    | PSDB/DEM/PPS/PRB        | 125.290        | Capital                          | |
| Carlos Cezar               | PSB     | PSB                     | 112.409        | Sorocaba e região                | |
| Carlos Giannazi            | PSOL    | PSOL                    | 164.929        | Capital e Interior               | |
| Carlos Neder               | PT      | PT                      | 59.990         | Grande São Paulo e Capital       | |
| Cássio Navarro             | PSDB    |                         | 50.093         | Baixada Santista                 | |
| Cauê Macris                | PSDB    | PSDB/DEM/PPS/PRB        | 121.700        | Americana e região               | |
| Célia Leão                 | PSDB    | PSDB/DEM/PPS/PRB        | 101.660        | Campinas e região                | |
| Celino Cardoso             | PSDB    | PSDB/DEM/PPS/PRB        | 92.352         | São Pedro e região               | |
| Celso Giglio               | PSDB    | PSDB/DEM/PPS/PRB        | 76.471         | Osasco                           | Faleceu em julho de 2017                                                                               |
| Celso Nascimento           | PSC     | PSC                     | 79.447         | Bauru                            | |
| Cezinha de Madureira       | DEM     | PSDB/DEM/PPS/PRB        | 105.521        | Capital                          | |
| Chico Sardelli             | PV      | PV                      | 75.680         | Americana                        | |
| Clélia Gomes               | PHS     | PHS                     | 25.306         | Capital                          | |
| Davi Zaia                  | PPS     | PSDB/DEM/PPS/PRB        | 80.951         | Capital e Campinas               | |
| Ed Thomas                  | PSB     | PSB                     | 64.164         | Presidente Prudente e região     | |
| Edmir Chedid               | DEM     | PSDB/DEM/PPS/PRB        | 167.909        | Bragança Paulista                | |
| Edson Giriboni             | PV      | PV                      | 105.969        | Itapetininga e região            | |
| Ênio Tatto                 | PT      | PT                      | 108.135        | Capital                          | |
| Estevam Galvão de Oliveira | DEM     | PSDB/DEM/PPS/PRB        | 79.016         | Capital e Suzano                 | |
| Feliciano Filho            | PSC     | PEN                     | 188.898        | Campinas e região                | Deputado Feliciano Filho foi eleito pelo PEN                                                           |
| Fernando Capez             | PSDB    | PSDB/DEM/PPS/PRB        | 306.268        | Capital e Interior               | |
| Fernando Cury              | PPS     | PSDB/DEM/PPS/PRB        | 85.925         | Botucatu                         | |
| Geraldo Cruz               | PT      | PT                      | 60.103         | Embu das Artes                   | |
| Gil Lancaster              | DEM     | PSDB/DEM/PPS/PRB        | 107.841        | Barueri                          | |
| Gileno Gomes               | PSL     | PSL/PTN/PMN/PTC/PT do B | 34.953         | Guarulhos                        | |
| Gilmaci Santos             | PRB     | PSDB/DEM/PPS/PRB        | 103.127        | Capital                          | |
| Gilmar Gimenes             | PSDB    | PSDB/DEM/PPS/PRB        | 63.884         | Grande São Paulo e interior      | Assumiu após eleições municipais de 2016.                                                              |
| Hélio Nishimoto            | PSDB    | PSDB/DEM/PPS/PRB        | 137.249        | São José dos Campos              | |
| Igor Soares                | PTN     | PSL/PTN/PMN/PTC/PT do B | 46.785         | Itapevi                          | O partido mudou o nome de PTN para PODE.                                                               |
| Itamar Borges              | PMDB    | PP/PMDB/PSD             | 99.558         | Araçatuba e região               | |
| João Paulo Rillo           | PT      | PT                      | 72.884         | São José do Rio Preto            | |
| Jooji Hato                 | PMDB    | PP/PMDB/PSD             | 67.125         | Capital                          | |
| Jorge Caruso               | PMDB    | PP/PMDB/PSD             | 104.354        | Interior e Capital               | |
| Jorge Wilson               | PRB     | PSDB/DEM/PPS/PRB        | 180.419        | Guarulhos                        | |
| José Américo               | PT      | PT                      | 74.726         | Capital                          | |
| Leci Brandão               | PC do B | PC do B                 | 71.136         | Não especificada                 | |
| Léo Oliveira               | PMDB    | PP/PMDB/PSD             | 72.154         | Ribeirão Preto e região          | |
| Luiz Carlos Gondim         | SD      | SD                      | 88.703         | Mogi das Cruzes e região         | |
| Luiz Fernando Teixeira     | PT      | PT                      | 102.905        | São Bernardo do Campo            | |
| Luiz Fernando Machado      | PSDB    | PSDB/DEM/PPS/PRB        | 148.614        | Jundiaí                          | |
| Luiz Turco                 | PT      | PT                      | 78.670         | Santo André                      | |
| Márcia Lia                 | PT      | PT                      | 70.945         | Araraquara                       | |
| Márcio Camargo             | PSC     | PSC                     | 69.624         | Cotia                            | |
| Marcos Damásio             | PR      | PR                      | 59.368         | Mogi das Cruzes                  | |
| Marcos Martins             | PT      | PT                      | 83.879         | Osasco                           | |
| Marcos Neves               | PV      | PV                      | 105.849        | Carapicuíba                      | |
| Marcos Zerbini             | PSDB    | PSDB/DEM/PPS/PRB        | 76.895         | Capital                          | |
| Maria Lúcia Amary          | PSDB    | PSDB/DEM/PPS/PRB        | 120.308        | Sudoeste do estado e Sorocaba    | |
| Marta Costa                | PSD     | PP/PMDB/PSD             | 101.544        | Capital                          | |
| Mauro Bragato              | PSDB    | PSDB/DEM/PPS/PRB        | 175.839        | Presidente Prudente              | |
| Milton Leite Filho         | DEM     | PSDB/DEM/PPS/PRB        | 142.566        | Capital                          | |
| Milton Vieira              | PSD     | PP/PMDB/PSD             | 92.987         | Ribeirão Preto e região          | |
| Orlando Bolçone            | PSB     | PSB                     | 76.909         | São José do Rio Preto            | |
| Orlando Morando            | PSDB    | PSDB/DEM/PPS/PRB        | 237.020        | Grande ABC                       | |
| Paulo Corrêa Júnior        | PEN     | PEN                     | 38.489         | Baixada Santista                 | O partido mudou o nome de PEN para PATRI.                                                              |
| Paulo Telhada              | PSDB    | PSDB/DEM/PPS/PRB        | 254.074        | Capital                          | |
| Pedro Tobias               | PSDB    | PSDB/DEM/PPS/PRB        | 164.261        | Bauru e região                   | |
| Rafael Silva               | PDT     | PDT                     | 121.271        | Ribeirão Preto e região          | |
| Ramalho da Construção      | PSDB    | PSDB/DEM/PPS/PRB        | 80.344         | Capital                          | |
| Raul Marcelo               | PSOL    | PSOL                    | 47.923         | Sorocaba                         | |
| Reinaldo Alguz             | PV      | PV                      | 122.900        | Alta Paulista                    | |
| Ricardo Madalena           | PR      | PR                      | 45.771         | Santa Cruz do Rio Pardo e região | |
| Rita Passos                | PSD     | PP/PMDB/PSD             | 92.390         | Itu e região                     | |
| Roberto Engler             | PSDB    | PSDB/DEM/PPS/PRB        | 122.544        | Franca e região                  | |
| Roberto Massafera          | PSDB    | PSDB/DEM/PPS/PRB        | 93.255         | Araraquara e São Carlos          | |
| Roberto Morais             | PPS     | PSDB/DEM/PPS/PRB        | 133.578        | Capital e Piracicaba             | |
| Roberto Tripoli            | PV      | PV                      | 232.467        | Capital                          | |
| Rodrigo Moraes             | PSC     | PSC                     | 153.740        | Itu e outras                     | |
| Rogério Nogueira           | DEM     | PSDB/DEM/PPS/PRB        | 132.571        | Indaiatuba                       | |
| Roque Barbiere             | PTB     | PTB                     | 72.512         | Noroeste do estado               | |
| Sebastião Santos           | PRB     | PSDB/DEM/PPS/PRB        | 95.325         | São José do Rio Preto            | |
| Teonilio Barba             | PT      | PT                      | 95.156         | São Bernardo do Campo            | |
| Vanessa Damo               | PMDB    | PP/PMDB/PSD             | 80.684         | Mauá                             | |
| Vaz de Lima                | PSDB    | PSDB/DEM/PPS/PRB        | 113.422        | Fernandópolis                    | |